# Amstrad CPC
Amstrad CPC va ser el nom d'una sèrie d'ordinadors domèstics de 8 bits produïda per Amstrad durant la dècada del 1980 i inici dels anys 1990. «CPC» és un acrònim per Colour Personal Computer, encara que fos possible comprar un CPC amb un monitor monocrom (fòsfor verd, GT64/65) en substitució al monitor estàndard en color (CTM640/644).
La primera màquina, el CPC 464 va ser presentada el 1984. Va ser dissenyada per ser un competidor directe al Commodore 64 i al Sinclair ZX Spectrum. La gamma CPC va tenir molt èxit, més de 3 milions d'unitats van ser venuts durant la vida útil de la màquina.
Externament, l'aspecte més característic de la màquina de Amstrad és la consola (teclat) negre mat amb les cantonades agudes i una forma rectangular, a causa de la coberta encastada de la cinta de casset (CPC 464) o de la disquetera (CPC 664 i CPC 6128), les tecles especials del teclat acolorides i una única font d'alimentació amb una connexió que va del monitor a l'ordinador. També era possible utilitzar el monitor com a pantalla de televisió amb un convertidor de TV opcional.

## Amstrad CPC es va vendre comun sistema complet
Inicialment Amstrad va promoure el CPC com una millora de la competència ZX Spectrum i Commodore 64, perquè era un sistema complet incloent tot el necessari dins d'una caixa. Comparat amb el C64 o el ZX, l'Amstrad CPC venia amb el seu propi monitor, incorporava dins de la màquina una unitat de cinta o disquet i fins i tot un petit altaveu. Aquesta tècnic de mercat donava un aspecte més professional al conjunt, enfocant-ho en la mateixa forma que sistemes orientats a l'empresa, en lloc del joc o a sistemes més casolans.
A causa de la seva entrada tardana al mercat europeu dels 8 bits, la quota de mercat aconseguida pel CPC mai va igualar a nivell europeu de l'aconseguida pel ZX Spectrum o el Commodore 64. No obstant això, va ser l'ordinador més venut a França durant aquesta època i, a Espanya, va tenir un nombre de vendes molt similar al ZX Spectrum malgrat pertànyer ambdues al mateix grup empresarial i anomenar-se aquest Amstrad. Es considera que d'haver invertit en la marca Sinclair, Amstrad hagués escombrat els mercats europeus. Els avantatges de tenir un teclat tipus màquina d'escriure i una unitat de cinta integrada va aconseguir que obtingués una important quota de mercat a finals de la dècada de 1980. Molts dels millors títols pel CPC es van crear en el continent però només un limitat nombre es va publicar al Regne Unit.
El firmware i el programari van ser desenvolupats per Locomotive Software i el disseny del maquinari va ser comercialitzat per MEJ Electronics, coneguda també com a Mark-Eric Jones.

## Maquinari

### Processador
Tota la família CPC es basa en el processador Zilog Z80, amb una velocitat de rellotge de 4 MHz.
Per evitar conflictes entre la CPU i els circuits de vídeo en accedir a la memòria principal compartida ("snowing"), l'accés a la memòria es limita certs mil·lisegons, ajustant cada instrucció CPU a un múltiple de quatre cicles de la CPU. Com les instruccions habituals del Z80 requereixen només tres o quatre cicles, la pèrdua de resultant de processament és menor, reduint el ràtio de rellotge a aproximadament 3,3 MHz.

### Memòria
Les diferents versions d'Amstrad CPC es van equipar amb 64 (CPC464, CPC664, 464plus, GX4000) o 128 (CPC6128, 6128plus) kB de memòria RAM. Aquesta memòria base es pot estendre fins a 512 kB utilitzant expansions de memòria venudes per empreses de tercers, i fins a 4096 kB utilitzant mètodes experimentals desenvolupats per entusiastes del maquinari. A causa que el processador Z80 només és capaç d'adreçar 64kB de memòria directament, la memòria addicional dels models de 128 kB i les expansions de memòria es possibiliten mitjançant la commutació de bancs.

### Vídeo
El sistema de vídeo del CPC està format per un CRTC (Motorola 6845 o compatible) amb un xip dissenyat per generar una sortida pixelada.
Hi ha disponibles tres resolucions: 160×200 píxels amb 16 colors ("Mode 0", 20 columnes de text), 320×200 píxels amb 4 colors ("Mode 1", 40 columnes de text), i 640×200 píxels amb 2 colors ("Mode 2", 80 columnes de text). Es pot aconseguir un augment de la grandària de pantalla reprogramant el CRTC.
El maquinari de vídeo del CPC original suporta una paleta de 27 colors, generada des de l'espai de color RGB. La sèrie plus va estendre la paleta a 4096 colors, també generada des de RGB amb 4 bits per a cada color vermell, verd i blau.
Amb excepció del GX4000, tots els models CPC manquen d'un modulador RF o sortida de vídeo compost, incloent un connector DIN propietari de 6 pins pensat per usar-ho solament amb el monitor proporcionat per Amstrad.

### Àudio
CPC utilitza el xip de so General Instrument AY-3-8912, proporcionant tres canals configurables per generar ones quadrades i soroll blanc.
La sortida es produeix en mono per un petit altaveu integrat de 4 cm amb control de volum, controlat per un amplificador. La sortida estèreo es proporciona a través d'una clavilla jack de 3,5 mm per auriculars.
És possible reproduir mostres de so digital en una resolució aproximada de 5 bits enviant una trama de valors al xip de so. Aquesta tècnica consumeix molts recursos de processador i és difícil de combinar amb altres processaments. Com a exemples, estan les pantalles de títol o altres escenes no jugables de jocs com Chase H.Q., Meltdown, i RoboCop.

### Unitat de disquet

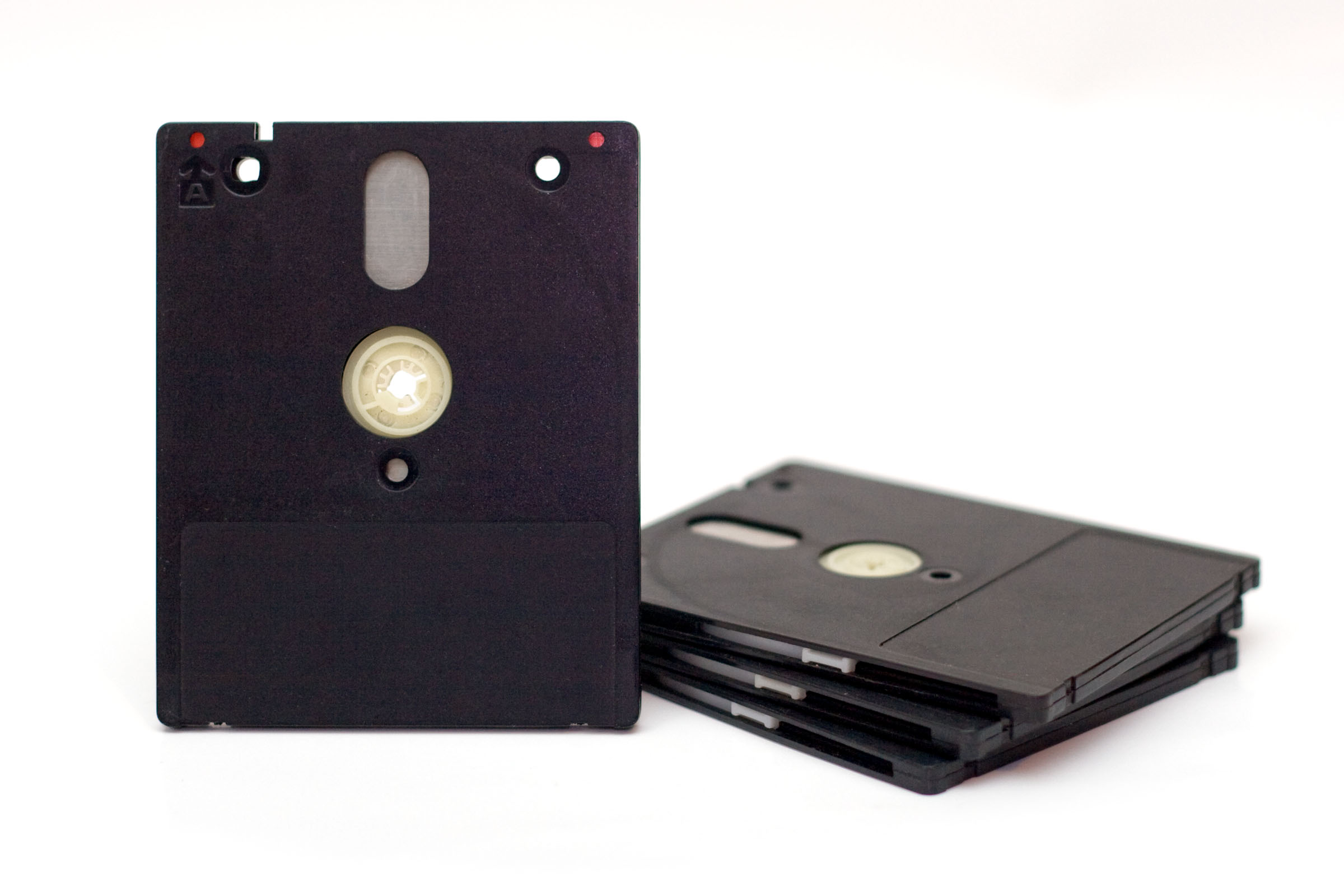
Discs de 3 polzades usats en màquines CPC

L'elecció d'Amstrad per la unitat de disc de 3 polzades de Hitachi, quan la resta de la indústria del PC es movia al format de 3.5" de Sony, es va deure a una compra massiva per part d'Amstrad d'unitats de 3" a l'Àsia. Les unitats van ser fabricades per Panasonic. El dispositiu triat (integrat en els últims models) és una unitat de 40 pistes d'una cara que requereix que l'usuari extregui i inverteixi físicament el disc per accedir a l'altra cara. Cada cara té el seu propi commutador de protecció d'escriptura. Les cares s'etiquetaven com "A" i "B", i cadascuna d'elles estava formatada per a una capacitat de 180 kB (en format AMSDOS, 2 kB per a directoris i 178 kB per a emmagatzematge) amb un total de 360 kB per disc.
La interfície de les unitats és NEC 765 FDC, utilitzat per al mateix propòsit que les màquines IBM PC/XT, PC/AT i PS/2. No s'utilitzen totes les seves característiques per retallar despeses com a transferències en DMA i suport per a discos d'una sola densitat. Es formataven a doble densitat utilitzant una modulació de freqüència modificada.
Els discos es venien amb una coberta de paper o un plàstic dur similar a l'estoig d'un disc compacte. El disc era més gruixut i rígid que els disquets de 3.5" i es van dissenyar per poder ser enviats per correu sense empaquetat addicional. Dins del disc hi havia una coberta lliscant de metall per protegir la superfície, al contrari de la coberta simple i externa de la versió de Sony. Eren significativament més cars que les alternatives de 3.5" i 5.25". Això, combinat amb la seva poca capacitat nominal i la seva naturalesa essencialment propietària, va fer que la seva producció es detingués poc després del mateix CPC.
A part d'altres màquines d'Amstrad que utilitzaven discos de 3" (PCW i el Sinclair ZX Spectrum) altres pocs ordinadors els utilitzaven, entre els quals s'inclouen els sistemes de Sega SF-7000 i CP/M, les màquines Tatung Einstein i Osborne. També es trobaven en sistemes incrustats.
L'estàndard de la interfície Shugart indica que les màquines Amstrad CPC eren capaces d'utilitzar discos estàndard de 3", 3½" o 5¼" com a unitat secundària. Programes com ROMDOS i ParaDOS estenen l'estàndard AMSDOS per proporcionar suport a discos de doble densitat, formats de 80 pistes, permetent emmagatzemar fins a 800 KB en un únic disc.

### Expansió
El maquinari i firmware es van dissenyar per poder accedir al programari proporcionat per ROMs externes. Cada ROM havia de ser un bloc de 16k i commutava l'espai de memòria compartida amb la memòria de vídeo. El firmware d'Amstrad es va dissenyar deliberadament perquè el nou programari pogués ser accedit de forma senzilla des d'aquestes ROMs. Es van comercialitzar aplicacions populars sobre ROM, principalment processadors de text i utilitats de programació (per exemple els processadors de text Protext, Brunword i el llenguatge assemblador).
Així com les ROMs no es connecten directament a la màquina CPC, sinó en unes "caixes rom" externes, les quals contenen ranures pels xips de les ROMS i un petit circuit que connecta a la màquina principal i permet commutar entre les diferents ROMS. Aquestes caixes es comercialitzaven al mercat o eren fabricades per afeccionats i connectades al port d'expansió principal en la part posterior de la màquina. El programari d'una ROM carrega molt més ràpid que en un disc o cinta. La seqüència de càrrega de la màquina va ser dissenyada per avaluar l'existència de ROMs en primer lloc i opcionalment donar-los el control de la màquina. Això permet personalitzar significativament la funcionalitat de la màquina, alguna cosa que els entusiastes van explotar per a diversos propòsits. No obstant això, l'usuari típic no era conscient d'aquesta funcionalitat ROM afegida tret que llegís premsa relacionada amb CPC, ja que no es descriu en el manual d'usuari. No obstant això, està documentat en el manual oficial del firmware d'Amstrad.
Aquestes màquines també tenien un connector de 9 pins per un joystick similar al d'Atari que podia controlar un o dos joysticks utilitzant un cable divisor (splitter).

## Perifèrics

### Adaptadors sèrie RS232
Amstrad proporcionava dues interfícies sèrie, RS-232-C i D25, connectats al connector d'expansió en la part posterior de la màquina, amb un connector per a la unitat de disc de CPC464 i altres perifèrics.
La interfície original venia amb un Llibre de termes per facilitar la transferència de dades entre altres sistemes utilitzant un protocol propietari en la pròpia ROM del dispositiu. També proporcionava un programa de terminal per connectar al servei Prestel de British Telecom. Es va crear una versió separada de la ROM per al mercat dels Estats Units a causa que l'ús de les ordres "|SUCK" i "|BLOW" s'hi consideraven inacceptables.
Les limitacions de programari i maquinari d'aquesta interfície va provocar el seu reemplaçament per una versió d'Amstrad d'una alternativa compatible de Pace Micro Technology. La interfície sèrie també estava disponible a través de venedors de tercers, com KDS Electronics i Cirkit.

### Mòduls MP-1 i MP-2

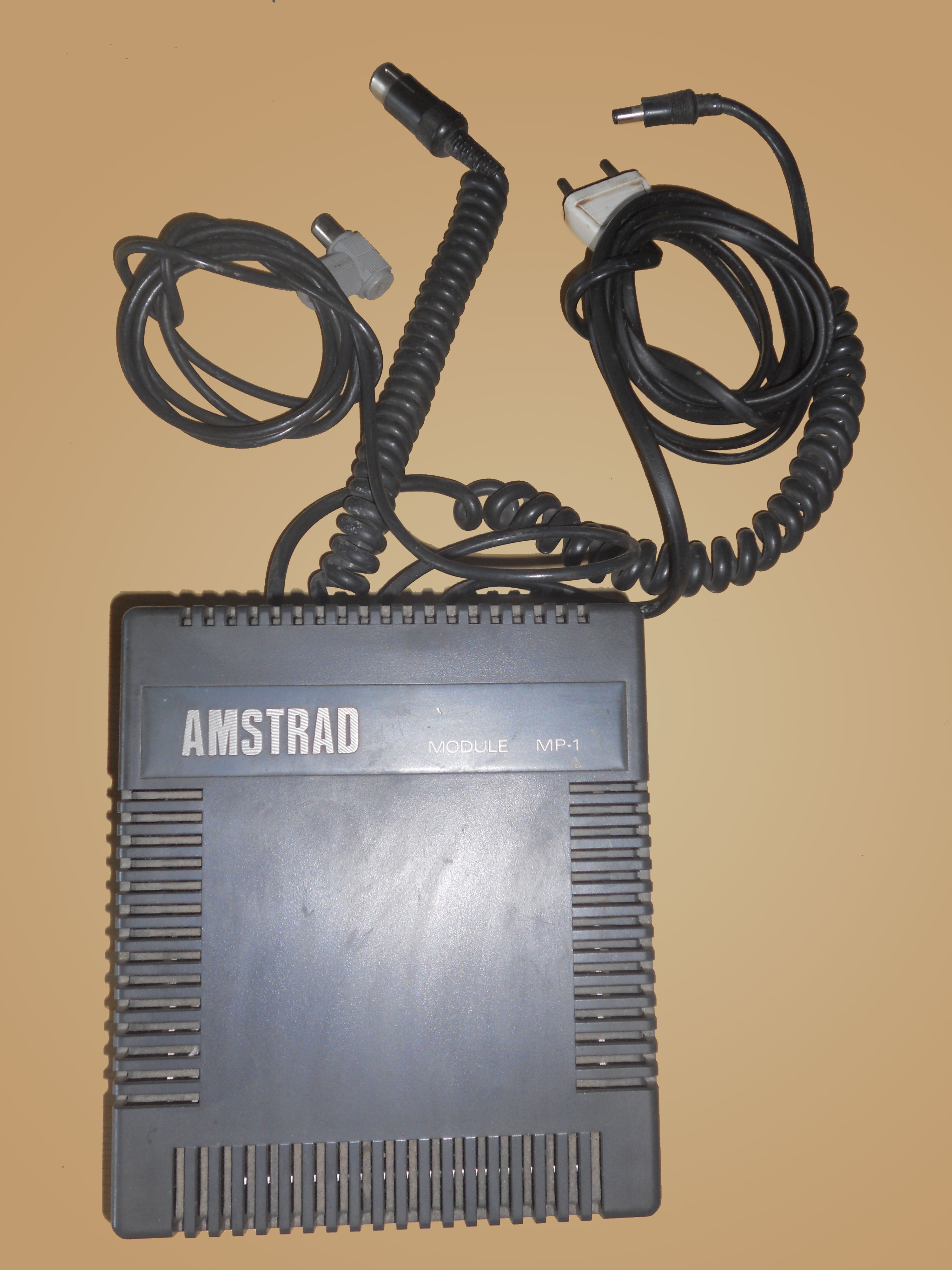
Amstrad MP-1 per CPC 464. En la part inferior, el mòdul pròpiament dit, i en la part superior els diferents cables que hi sortien, d'esquerra a dreta, la sortida d'antena, l'entrada d'imatge, i els cables elèctrics, un el que dona electricitat a la font d'alimentació, i l'altre el que serveix per enviar l'electricitat a l'ordinador

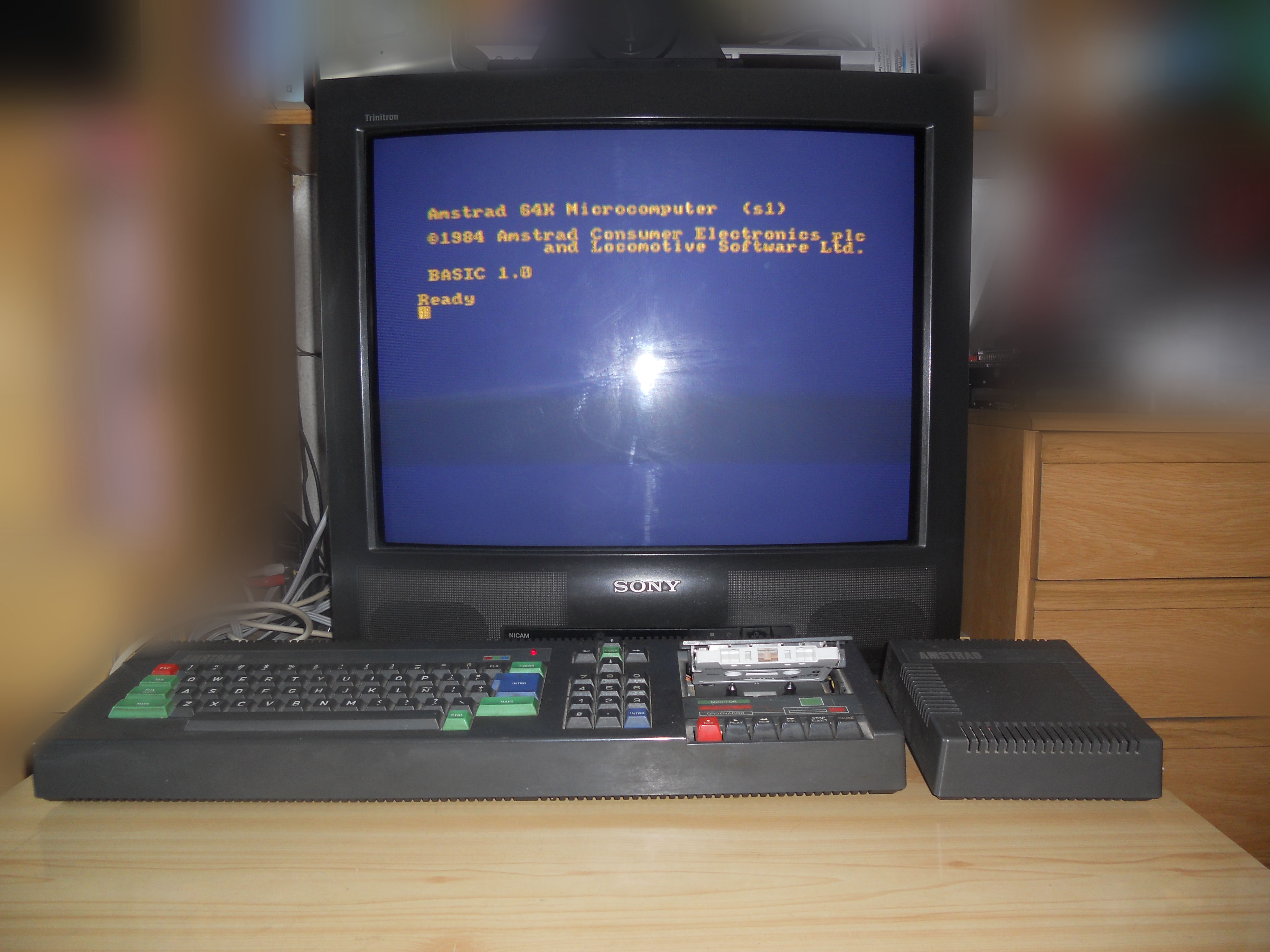
Amstrad CPC 464 connectat a televisor convencional de 25 polzades a través de mòdul MP-1 situat al costat del CPC

Amstrad de sèrie no tenia sortides de vídeo estàndard i només podia ser connectat al monitor que incloïa, i del qual rebia així mateix l'alimentació elèctrica. No obstant això, es podia adquirir per separat un mòdul, MP-1 o MP-2 segons el model de CPC, que permetia connectar l'ordinador a qualsevol televisor convencional. El mòdul incloïa una font d'alimentació per a l'ordinador i el seu corresponent endoll a la xarxa elèctrica, un cable per a la sortida d'imatge de l'ordinador i un cable d'antena per connectar al televisor. Aquest accessori estava especialment pensat per als usuaris que van adquirir l'equip amb un monitor de fòsfor verd, ja que evitava haver d'adquirir un altre monitor per poder veure la imatge en color en funcionar amb el televisor.

## Programari

### BASIC i el sistema operatiu

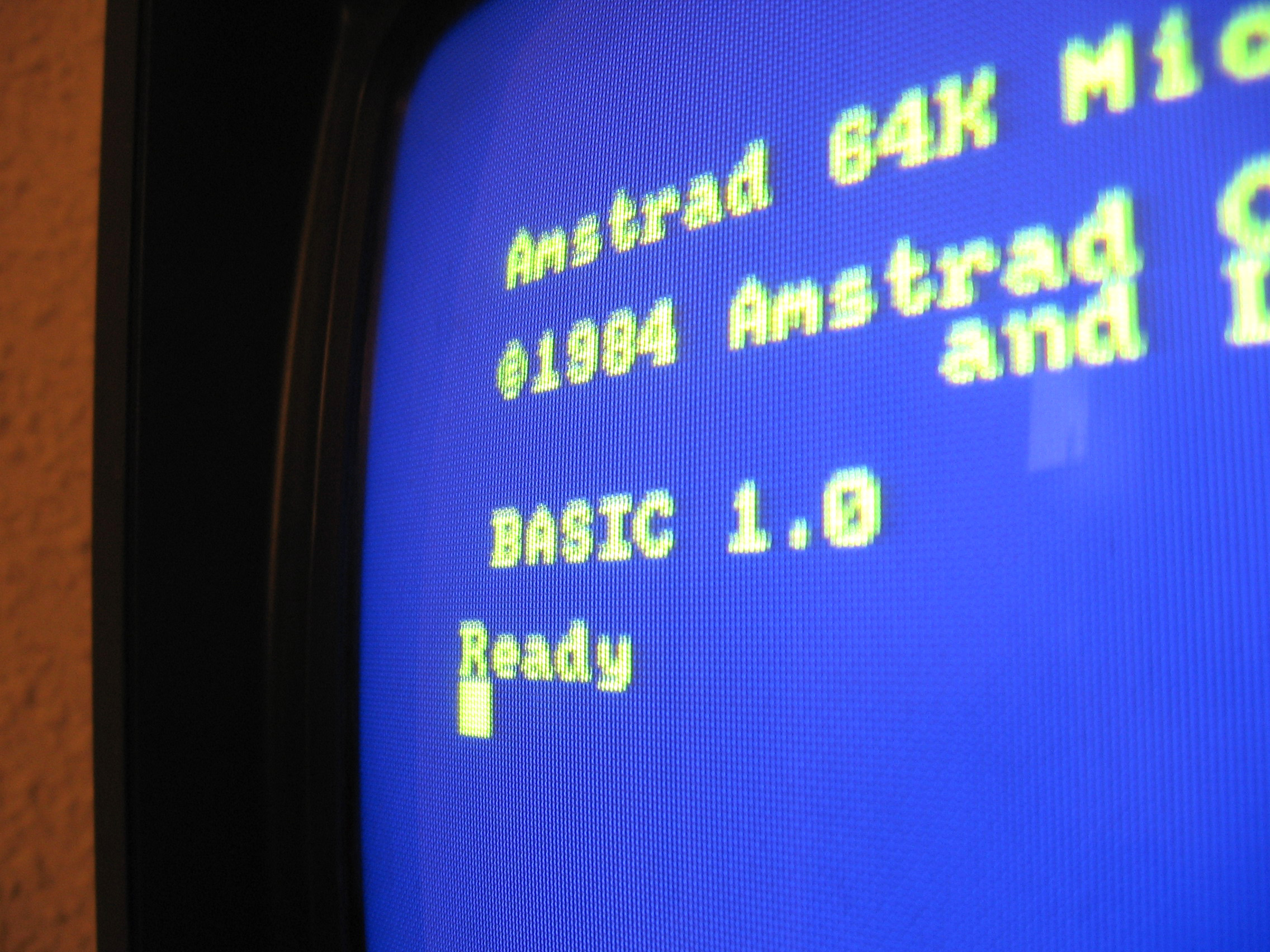
Locomotive BASIC en Amstrad CPC 464

Com la majoria dels ordinadors personals del moment, el CPC té el seu sistema operatiu i un intèrpret de BASIC integrat en una ROM. Utilitza Locomotive BASIC, una versió millorada del BASIC del Z80 de Locomotive Software pel co-processador BBC Micro. És particularment notable per proporcionar un accés senzill als recursos de vídeo i àudio de la màquina davant de les ordres POKE requerides en les implementacions genèriques de Microsoft. Entre altres característiques, s'inclouen el maneig d'esdeveniments de temps amb les ordres AFTER i EVERY i finestres en mode text.

### CP/M
El sistema operatiu CP/M de Digital Research es proporciona amb els sistemes basats en disc 664 i 6128, i la unitat d'expansió DDI-1 per 464. Les màquines amb 64k de RAM es venien amb CP/M 2.2, mentre que les màquines amb 128 incloïen CP/M 3.1. La implementació compacta del CP/M 2.2 s'emmagatzemava en els sectors boot d'un disc de 3" en el que es denominava "Formato del sistema". Teclejant |CPM des de Locomotive BASIC es carregaria codi des d'aquests sectors, fent d'això una elecció popular per a les rutines de càrrega de jocs personalitzades. La implementació CP/M 3.1 es troba en un arxiu separat que es carrega des del sector boot.
Hi havia molt programari CP/M de domini públic disponible pel CPC, des de processadors de text com VDE a sistemes de tauler d'anuncis com ROS.

### Altres llenguatges
A pesar que era possible obtenir compiladors per Locomotive BASIC, C i Pascal, la majoria del programari per CPC es va escriure en llenguatge assemblador per a Z80. Hisoft's Devpac, Arnor's Maxam i DAMS (a França) van ser assembladors populars. Els sistemes CPC basats en disc (excepte els Plus) incloïen un intèrpret per al llenguatge educatiu LOGO, carregat des de CP/M 2.2 però més específic de CPC amb molt codi resident en la ROM AMSDOS. Les màquines 6128 també incloïa una versió CP/M 3.1 no-ROM. Es va escriure un compilador de C per al mercat europeu a través de Tandy Europe, per Micro Business products.

### Roland
En un intent per donar al CPC una mascota recognoscible, diversos jocs d'Amstrad publicats per Amsoft es van etiquetar amb el nom Roland. No obstant això, com els jocs no s'havien dissenyat sobre el personatge de Roland i es va afegir a posteriori, el disseny del personatge va variar immensament, des d'un adolescent ros (Roland Goes Digging) a una galleda blanca (Roland Goes Square Bashing) o una puça mutant (Roland In The Caves). Els únics dos jocs en els quals Roland té una aparença similar són Roland in Time i la seva seqüela Roland in Space, tots dos títols versions no oficials de la popular sèrie de televisió britànica Doctor Who. El personatge Roland va rebre el seu nom de Roland Perry, un dels dissenyadors principals de CPC.

## Models

### La gamma original

#### CPC464

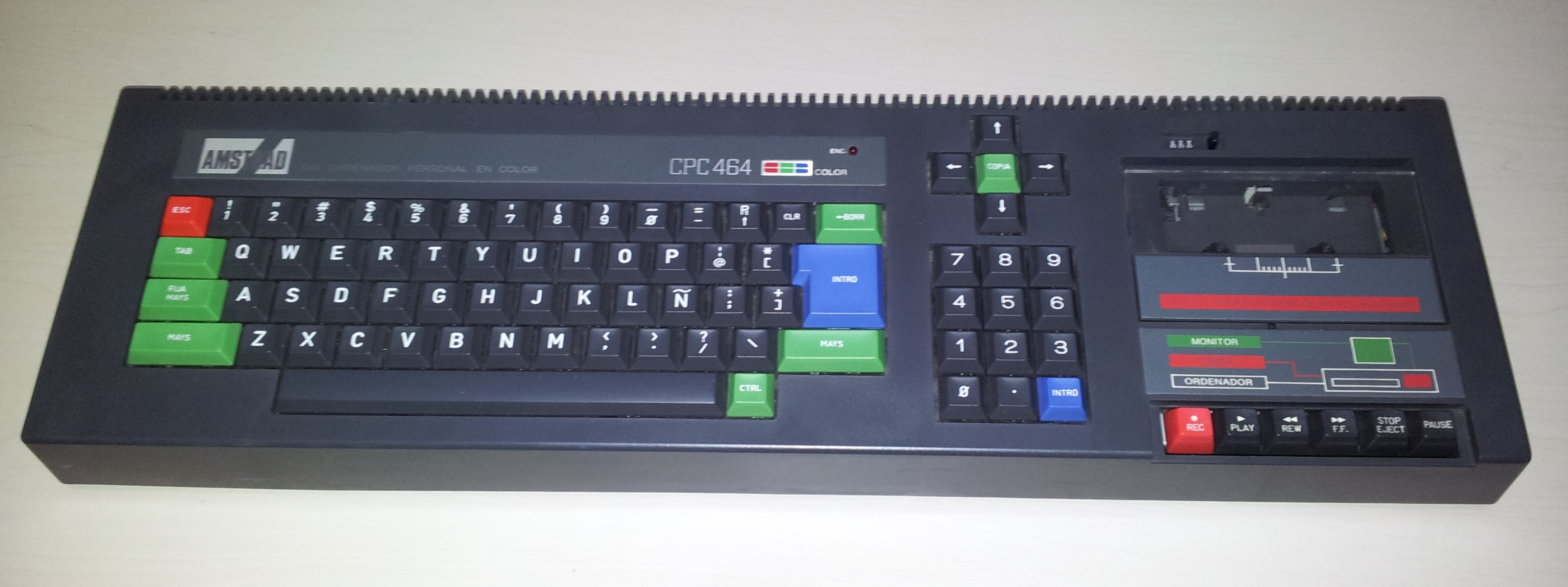
Amstrad CPC464.

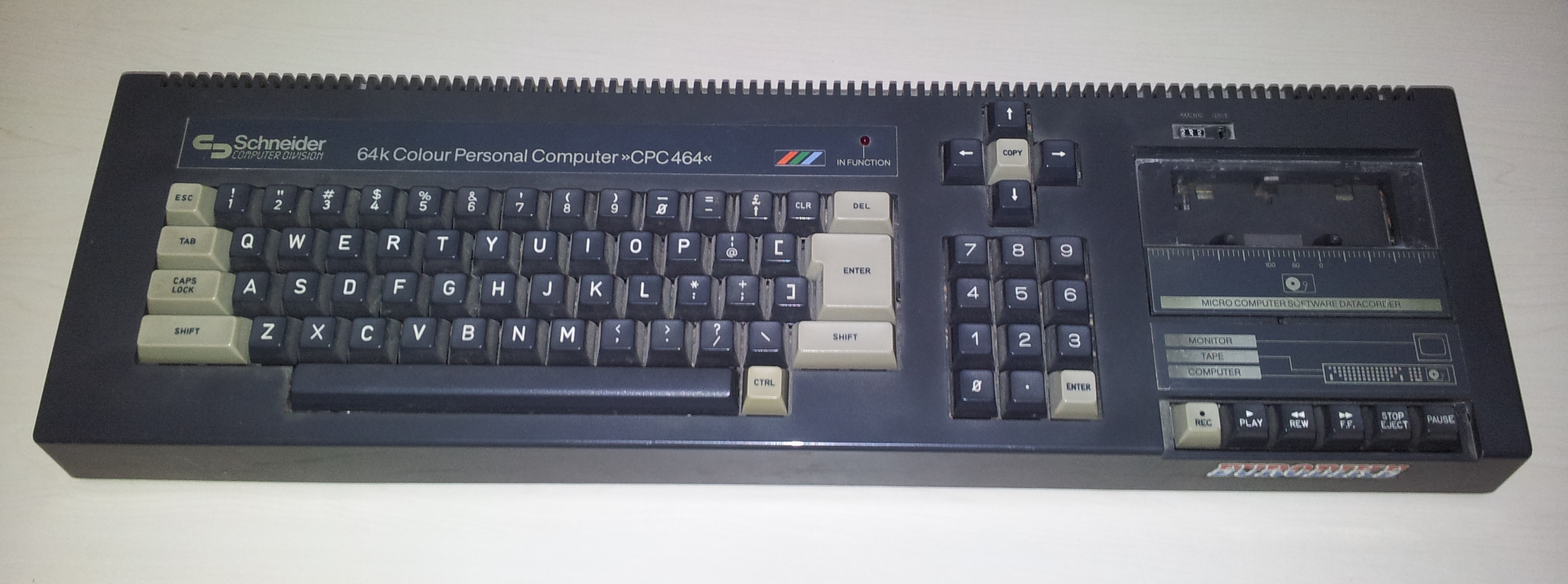
Schneider CPC464.

El CPC464 tenia 64 kB de RAM, una unitat interna de casset i teclat 'square-edged'. Va ser introduït al juny de 1984 al Regne Unit. El preu inicial del CPC464 rondava les 249 lliures amb un monitor de fòsfor verd i 359 lliures amb un monitor en color. Després de la introducció del CPC6128 a la fi de 1985 el preu del CPC464 es va retallar en 50 lliures.
El 1990, el 464plus va reemplaçar el CPC464 i va finalitzar la producció d'aquest model. Aquest model va ser el de més èxit a Europa i es van vendre més de dos milions d'unitats.

#### CPC664

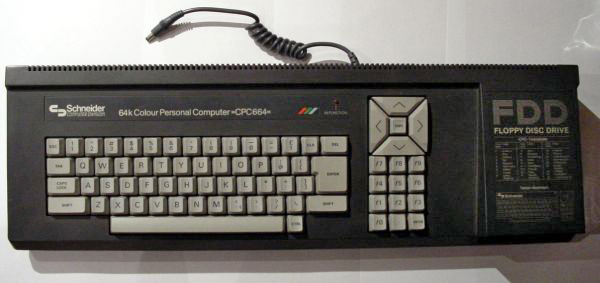
Schneider CPC664.

El CPC664 tenia 64 kB de RAM i una unitat de disc interna de 3". Va ser introduït al maig de 1985 al Regne Unit. El preu inicial del CPC664 va ser de 339 lliures amb un monitor de fòsfor verd i 449 lliures amb un monitor en color.
Després de l'èxit del CPC464, els consumidors van sol·licitar dues millores: més memòria i una unitat de disc interna. Per Amstrad, el segon era més senzill de realitzar amb la introducció del CPC664. Era considerat no només el sistema de disc de menor cost sinó la màquina amb CP/M 2.2 amb el cost més baix del moment. No obstant això, no pretenia reemplaçar al CPC464 sinó complementar-ho, ja que, malgrat la sortida del CPC664, no es va detenir la producció de l'anterior ni es va reduir el seu preu.
Comparat amb el CPC464, la unitat principal del CPC664 es va redissenyar significativament, no només per acomodar la unitat de disc sinó també es va redissenyar l'àrea del teclat. Promocionat per Amstrad com a "ergonòmic", el teclat comptava amb tecles de cursor a l'estil MSX sobre el teclat numèric les tecles del qual s'etiquetaven com a "tecles de funció". El teclat multi-color del CP464 es transforma en un esquema gris i blau pàl·lid en CPC664.
La part posterior de la unitat principal té els mateixos connectors que CPC464, amb l'excepció d'un connector corrent addicional de 12V.
Al contrari que la unitat de casset del CPC464 que s'alimentava dels 5V que proporcionava la pròpia unitat principal, la unitat de disc requereix un voltatge addicional de 12V. Aquest voltatge havia de ser proporcionat per una versió actualitzada del monitor de fòsfor verd i color (Gt-65 i CTM-644 respectivament).
El CPC664 va ser produït durant sis mesos aproximadament. A finals de 1985, quan es va introduir el CPC6128 a Europa, Amstrad va decidir no mantenir tres models en la línia de producció, detenint-se la producció del CPC664.

#### CPC6128

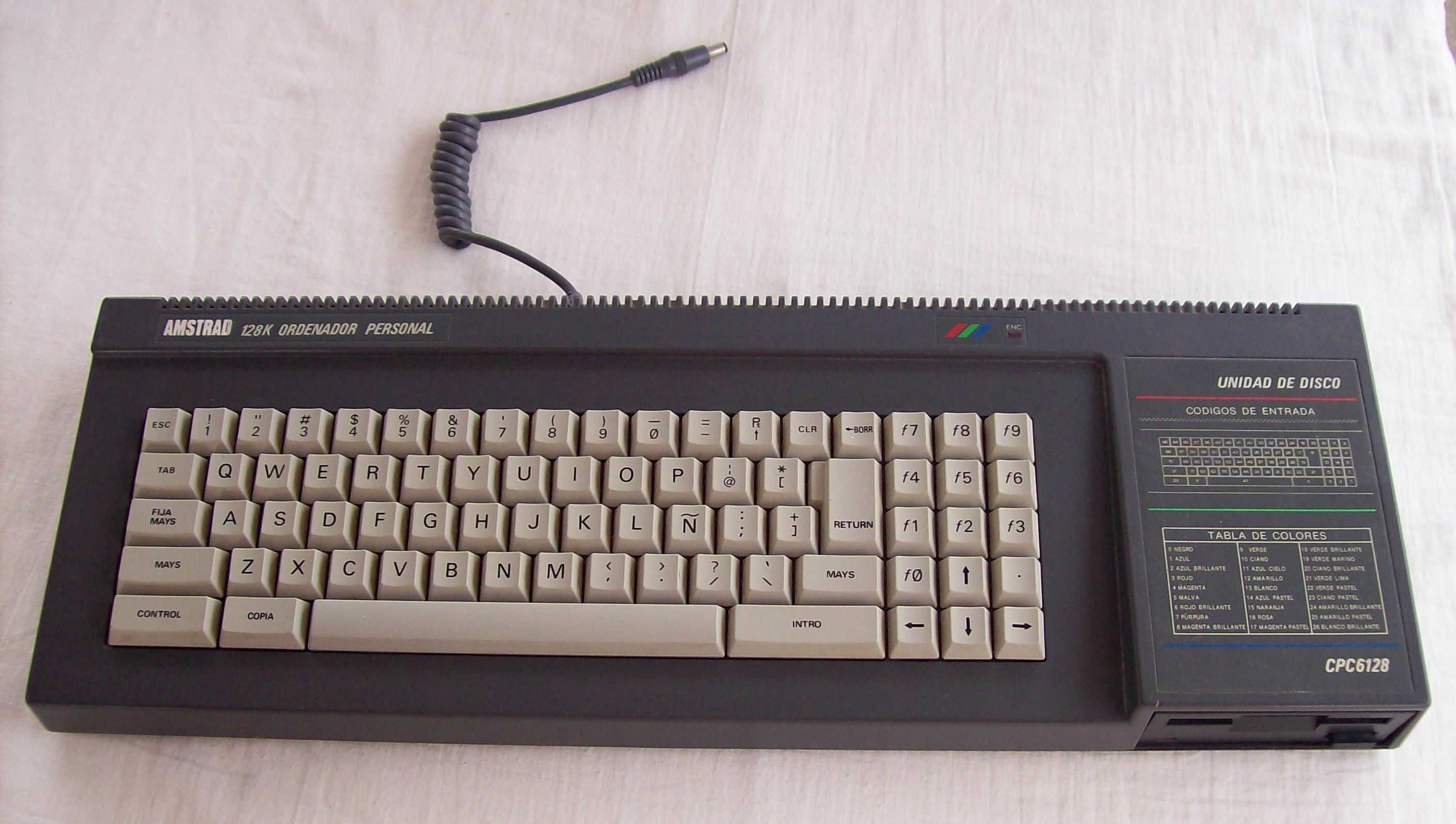
Amstrad CPC6128

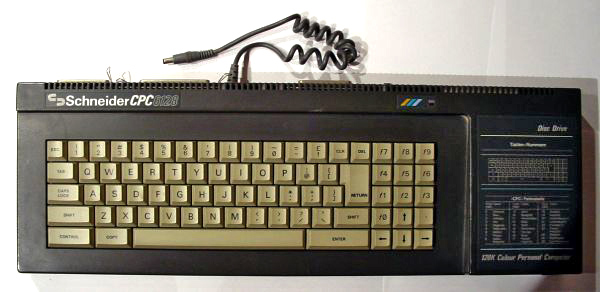
Schneider CPC6128 d'Alemanya Occidental.

El CPC6128 comptava amb 128 kB de RAM i una unitat de disc interna de 3". Una de les característiques més importants que es van millorar, a part del firmware, és la compatibilitat amb el sistema operatiu CP/M+ que ho feia atractiu per al seu ús en negocis.
Va ser alliberat a l'agost de 1985 i inicialment es va vendre només als Estats Units. Importat i distribuït per Indescomp, Inc. de Chicago, va ser el primer producte d'Amstrad a vendre's als EUA, un mercat que en el seu moment era hostil cap als fabricants europeus d'ordinadors. A finals de 1985, va arribar a Europa i va reemplaçar el model CPC664. El preu recomanat va ser de 699 lliures amb el monitor de fòsfor verd i 799 amb el monitor en color.
6128plus va reemplaçar al CPC6128 i la seva producció es va detenir tres mesos després.

### Models Plus
El 1990, Amstrad va llançar la gamma "Plus", amb moltes millores en el maquinari i una ranura per cartutx en tots els models. La majoria de les millores es van realitzar a l'apartat gràfic, ja que la paleta va augmentar a 4096 colors i es va afegir la capacitat de manejar sprites. El maquinari permetia ara dividir la pantalla en dues maneres diferents i efectuar un desplaçament píxel a píxel, encara que la primera funció era fàcil d'implementar i la segona ja podia aconseguir-se en certa manera en els models convencionals amb certs trucs de programació del Motorola 6845.
També es va afegir un sistema de transferències DMA automàtiques per enviar dades al xip de so, el mateix que en la gamma anterior, la qual cosa permetia reproduir mostres d'alta qualitat amb una càrrega mínima del processador. A més, es va millorar el conjunt d'instruccions d'accés al disc del BASIC.
Al mateix temps que els models amb casset i disquet es va llançar també un CPC+ "retallat", que mancava de teclat i només podia utilitzar programari en cartutx. Aquest model, una consola de videojocs, es va anomenar Amstrad GX4000.
Aquests models no van tenir molt èxit al mercat ni van aconseguir un gran suport d'empreses de perifèrics i programari. La tecnologia de 8 bits dels CPC començava a semblar antiquada en 1990, i la publicitat d'Amstrad no va aconseguir demostrar cap avantatge destacable d'aquests models respecte al Atari ST i el Commodore Amiga. En certa manera, se suposa que els usuaris van desaprovar el considerable augment de preu dels jocs en cartutx davant del casset o el disquet, reacció que es va accentuar per la tendència a reeditar antics jocs de CPC en cartutx que no treien partit del maquinari millorat de la gamma Plus.

#### 464plus, 6128plus

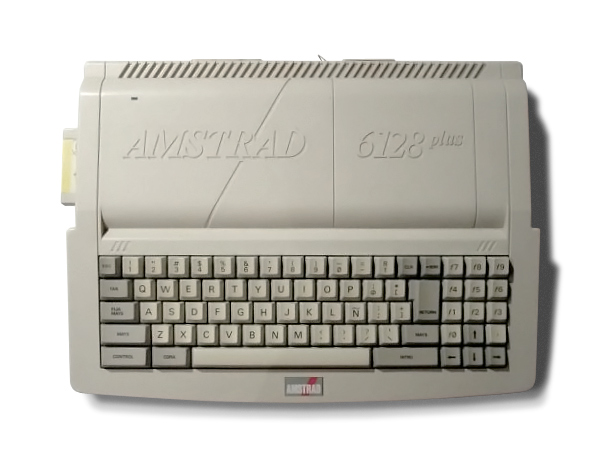
Unitat 6128plus (amb teclat espanyol)

Els models 464plus i 6128plus es van presentar com els "més sofisticats i estilitzats" reemplaçaments del CPC464 i CPC6128. Basats en una plataforma de maquinari redissenyada, compartien les mateixes característiques bàsiques dels seus predecessors: 464plus està equipat amb 64 kB de RAM i una unitat de casset. 6128plus té 128 kB de RAM i una unitat de disc de 3". Tots dos models compartien la mateixa aparença física amb un teclat pres del model CPC6128.
Els connectors dels models previs es reemplacen per connectors micro-ribbon utilitzats prèviament en el model Schneider CPC6128. Com a resultat, un ampli rang d'extensions per als models originals de CPC són incompatibles amb 464plus i 6128plus. A més, 6128plus no té un socket per a unitat externa de cinta.
El rang plus no està equipat amb una ROM a la placa base pel que els models 464plus i 6128plus no contenen un firmware. Amstrad va proporcionar el firmware per a tots dos models a través d'una extensió de ROM. Això va resultar en uns costos de traducció del maquinari més reduïts (només les etiquetes d'algunes tecles havien de ser traduïdes) amb el benefici afegit d'un mecanisme rudimentari de protecció de còpia (sense firmware present, la màquina per si mateixa no pot copiar el contingut d'un cartutx de joc). Com la versió millorada V4 del firmware contenia diferències estructurals que causaven problemes amb certes aplicacions CPC que cridaven a les funcions del firmware directament mitjançant les seves adreces de memòria, Amstrad va vendre per separat un cartutx contenint la versió V3 del firmware de CPC6128.
Els models 464plus i 6128plus es van introduir al setembre de 1990. El preu inicial era de 1.990 francs amb monitor fòsfor verd i 2.990 francs amb monitor en color pel 464plus i 2.990 francs amb pantalla verda o 3.990 francs amb pantalla en color pel 6128plus.

#### GX4000

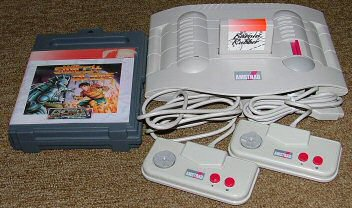
Videoconsola Amstrad GX4000

Desenvolupat com a part de la gamma plus, GX4000 és un intent de curta existència d'introduir-se al mercat de les videoconsoles. Comparteix les mateixes característiques de maquinari de la gamma plus. Representa la variant més petita de la gamma, sense teclat ni suport d'emmagatzematge.

### Models especials i clons

#### CPC472

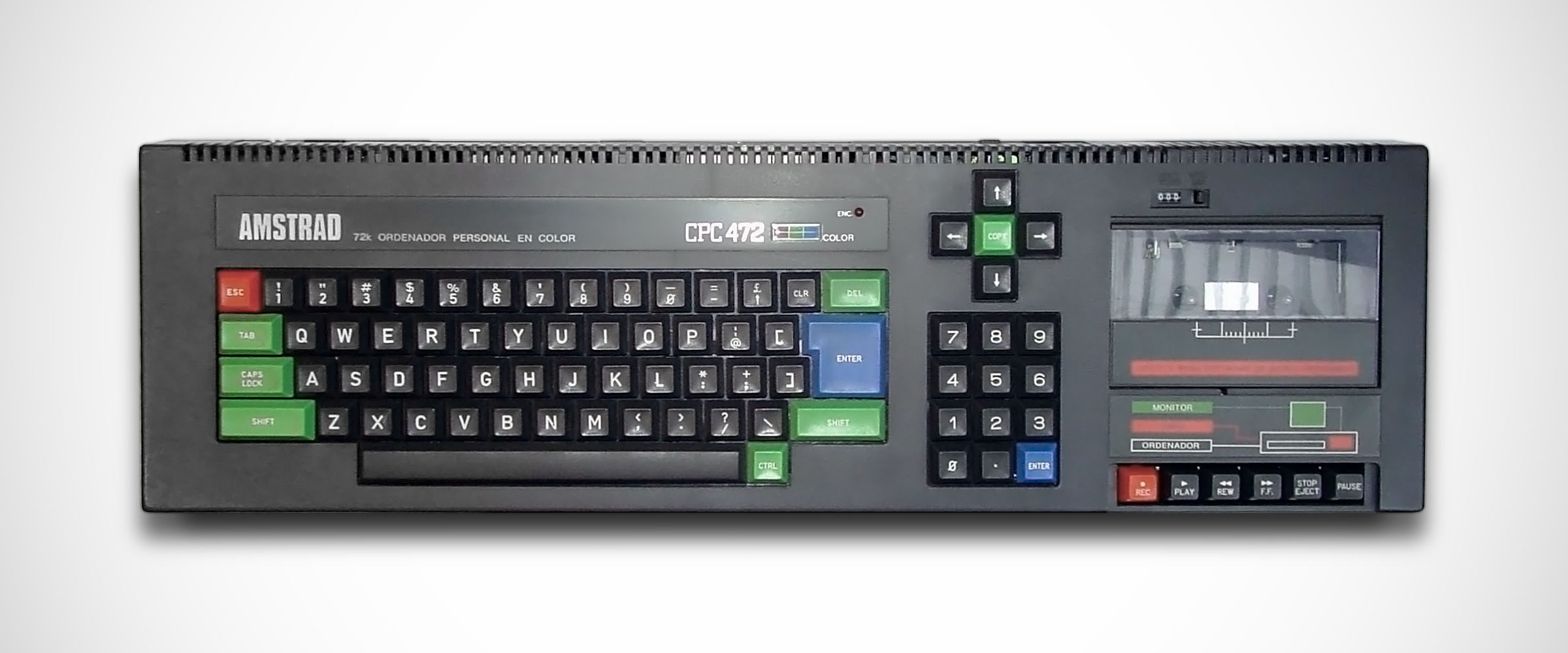
Amstrad CPC 472.

El CPC472 és un model modificat del CPC464, creat i distribuït a Espanya pel distribuïdor espanyol d'Amstrad Indescomp (més tard conegut com a Amstrad Spain) durant un curt període el 1985. Sense cap diferència en la placa amb el model convencional CPC464, el CPC 472 porta una petita placa en lloc de la ROM, que conté la mateixa ROM i un xip de 8 Kb de RAM. El xip de RAM addicional no està connectat, de manera que no és usable, encara que en el manual de l'usuari s'esmentava que "Només és usable pel processador". En realitat, aquesta placa va ser introduïda per evitar un impost sobre els ordinadors amb 64Kb de RAM o menys. Quan aquest impost va ser retirat, Amstrad va retirar el CPC 472 per comercialitzar el CPC 464.

#### KC Compact

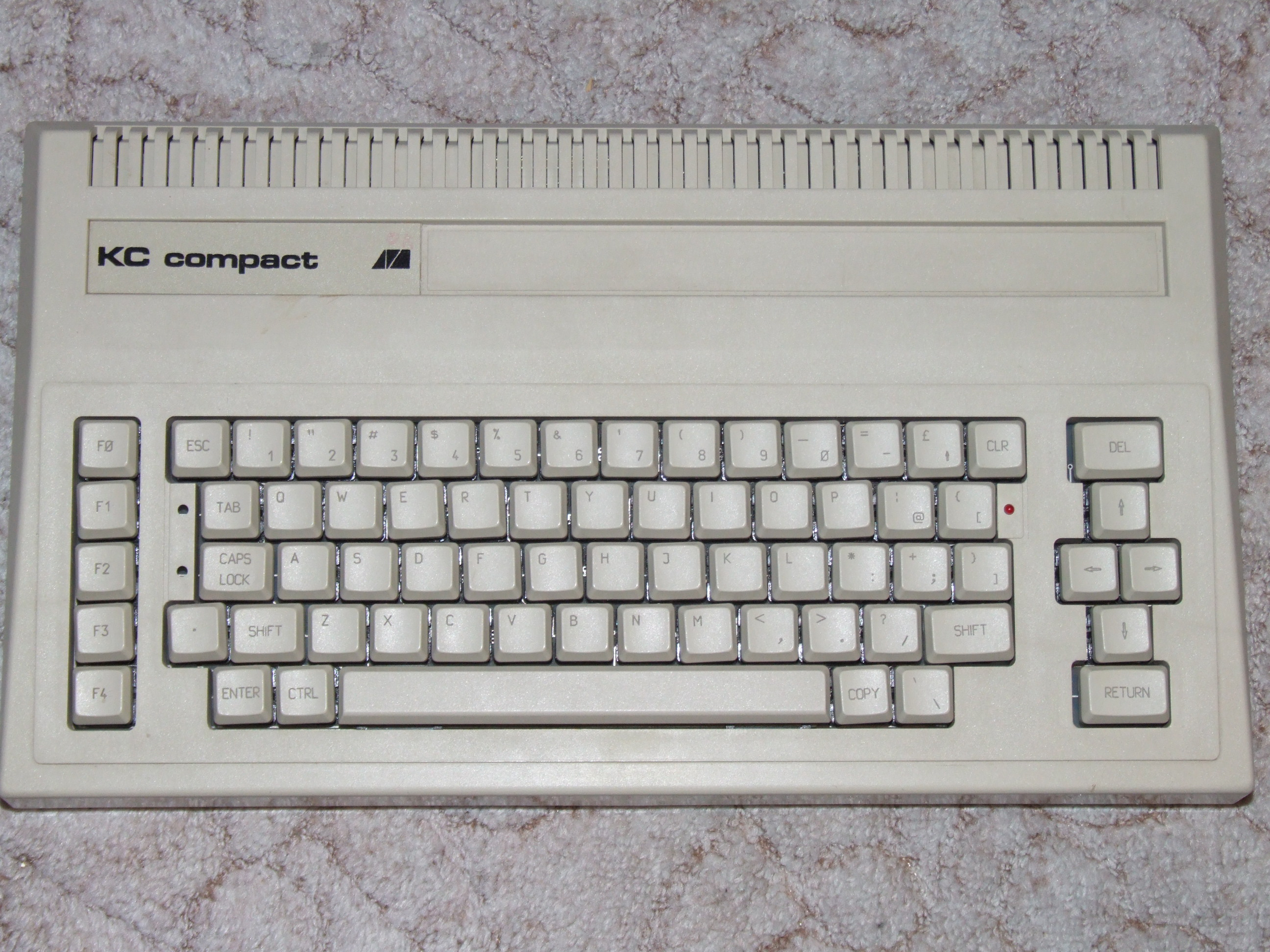
Kleincomputer KC Compact

El Kleincomputer KC Compact ("Kleincomputer" és una traducció literal a l'alemany de "microordinador") és un clon de l'Amstrad CPC fabricat per Volkseigene Betriebe Mikroelektronik Mühlhausen de la República Democràtica Alemanya el 1989. La màquina incloïa diversos substituts i emulacions del maquinari d'un Amstrad CPC. Està equipat amb 64 kB de memòria i el firmware del CPC6128 adaptat al maquinari modificat incloent una còpia no modificada de Locomotive BASIC 1.1. El KC Compact és l'últim ordinador de 8 bits produït a l'Alemanya de l'Est.
Aquest ordinador es diferenciava estèticament del CPC pel diferent tipus de carcassa, la font d'alimentació externa i la unitat de disc de 5,25" de Robotron, que era opcional i encara més difícil d'aconseguir que el propi ordinador. A diferència dels models d'Amstrad, podia connectar-se directament a un televisor. Utilitzava BASIC 1.1 i un clònic del CP/M en alemany anomenat MicroDOS. Tenia 64 KB de RAM i s'oferien altres 64 amb l'adaptador per a disc/casset extern.
El processador Z80 se substituïa amb un O 880 (que és 100% bug-compatible), i alguns xips d'entrada/sortida propietaris d'Amstrad se substituïen amb clònics basats en el Z8536. Aquest clònic era aproximadament compatible al 95% amb l'original.
Hi havia disponible una unitat de disc (DDI-1) pel 464, que a més incloïa la controladora de disc i el sistema operatiu CP/M. Una segona unitat (FD-1) podia ser incorporada a les 664/6128. Les gravadores de cinta casolanes també es podien connectar al 664 i al 6128. Però a la llarga, les últimes versions només eren compatibles amb màquines modernes. Després va aparèixer maquinari de tercers com Multiface de Romantic Robot que bolcava el contingut de la memòria a una unitat cinta, permetent realitzar còpies de seguretat.
La majoria dels jocs, especialment en els primers anys, anaven dirigits als sistemes de 64 KB, 464 i 664. No obstant això, cada vegada més programes i donem feia ús de la memòria extra del 6128, fins al punt que la majoria del programari des de 1990 no es podia executar en models 464/664 sense expandir. Hi havia expansions de memòria disponibles, les més populars eren produïdes per dk'Tronics.

#### Aleste 520EX
Al 1993, l'empresa Patisonic d'Omsk, Rússia va llançar l'Aleste 520EX, un ordinador altament compatible amb l'Amstrad CPC6128. També es podria canviar a un mode MSX. Una targeta d'expansió anomenada Magic Sound permet reproduir fitxers Scream Tracker.

### El CPC 5512
El "CPC 5512" va ser una broma tipus "April Fools' Day" de la revista setmanal francesa d'informàtica Hebdogiciel. Entre les seves característiques s'explicaven els 512 KB de RAM, una disquetera de 5,25" i GEM de Digital Research en un clònic del CPC 6128. Amstrad France va decidir no presentar cap demanda per possible pèrdua de vendes, però va obligar a la revista a retornar l'import als lectors que s'haguessin sentit defraudats.

## Schneider Computer Division

Logo de Schneider Computer Division

Amstrad, per vendre els seus ordinadors a Alemanya, Àustria i Suïssa on no tenia cap infraestructura de distribució, va formar un acord d'associació amb Schneider Rundfunkwerke AG, una companyia alemanya que, similar a Amstrad, era coneguda pels seus productes d'àudio. El 1984, es va crear la filial de Schneider, Schneider Computer Division i es va vendre la branca completa d'Amstrad CPC com a Schneider CPC.
Encara que estaven basats en el mateix maquinari, els models de Schneider CPC difereixen dels models d'Amstrad en diversos detalls. El més destacat, el teclat dels CPC464 i CPC664 eren grisos en comptes de tecles acolorides, però es mantenien en la configuració anglesa. Per implementar el teclat alemany "QWERTZ", Schneider va comercialitzar un petit programari per reasignar les tecles i va canviar les etiquetes de les tecles. Per adequar-se a les estrictes regulacions sobre compatibilitat electromagnètica, es va equipar tota la sèrie de Schneider CPC amb un escut de metall intern. Per la mateixa raó, el Schneider CPC6128 incorpora connectors de tipus micro ribbon en comptes de ranures d'expansió. Aquests dos canvis es van incorporar posteriorment en els models d'Amstrad CPC.
El 1988, la cooperació va finalitzar després que Schneider rebutgés comercialitzar la línia d'ordinadors compatibles amb AT d'Amstrad. Schneider va vendre l'estoc dels models CPC i va usar la seva bona posició al mercat per introduir el seu propi disseny de PC. Amb la formació de l'empresa alemanya Amstrad GmbH per distribuir la seva línia de productes incloent CPC464 i CPC6128, Amstrad va realitzar un intent fallit d'establir la seva pròpia branca a les zones de parla alemanya d'Europa.

## Comunitat
Amstrad CPC va gaudir d'un fort i llarg temps de vida, hagut de principalment al fet que les màquines s'utilitzaven per a negocis i per a jocs. Programadors dedicats van continuar treballant sobre la gamma CPC, produint sistemes operatius amb interfície gràfica d'usuari (GUI) com SymbOS. Han aparegut llocs d'internet devots a CPC, proporcionant fòrums, notícies, maquinari, aplicacions, programació i jocs. Durant la dècada de 1980, van aparèixer revistes sobre CPC en diversos països com Gran Bretanya, França, Espanya, Alemanya, Dinamarca, Austràlia i Grècia. Entre els títols més coneguts figuren la publicació oficial Amstrad Computer User, Amstrad Action, Amtix!, Computing with the Amstrad CPC, CPC Attack, The Amstrad User d'Austràlia, Amstrad Cent Pour Cent de França i Amstar. Després de finalitzar la producció dels CPC, Amstrad va donar permís per a la distribució lliure de les ROMs sempre que el missatge de copyright no canviï i quedi clar que Amstrad conserva els drets de còpia, donant als autors d'Emulador de codi1emuladors la possibilitat d'incloure el firmware de CPC als seus programes.

## Influència en altres màquines Amstrad
Amstrad va continuar el seu èxit amb el CPC464 llançant Amstrad PCW, una altra màquina basada en Z80 amb una unitat de disc de 3" i programari de Locomotive Software. El PCW es va desenvolupar originalment per ser parcialment compatible amb una versió millorada del CPC (ANT, o Arnold Number Two - el nom en clau del desenvolupament de CPC era Arnold). No obstant això, Amstrad va decidir focalitzar-se sobre PCW i el projecte ANT mai va arribar al mercat.
El 7 d'abril de 1986, Amstrad va anunciar la compra de Sinclair Research "... els drets mundials per vendre tots els ordinadors Sinclair existents i futurs juntament amb el nom de la branca Sinclair i els drets de propietat intel·lectual relacionats amb ordinadors i productes informàtics." incloent ZX Spectrum, per 5 milions de lliures. Això incloïa l'estoc sense vendre de Sinclair QL i Spectrums. Amstrad va guanyar més de 5 milions de lliures amb la venda d'aquestes màquines. Amstrad va llançar dues noves variants de Spectrum: el ZX Spectrum +2, basat en ZX Spectrum 128, amb una unitat de casset integrada (com el CPC464) i, a l'any següent, el ZX Spectrum +3, amb una unitat de disquet integrada (similar al CPC664 i 6128), usant els discos de 3" que utilitzaven les màquines CPC.

## Especificacions tècniques
| Parts          | Especificacions | Especificacions |
| -------------- | --- | --------------- |
| UCP            | Zilog Z80A a 4,0 MHz |                 |
| RAM            | 64 - 576 KiB (màx.) |                 |
| VRAM           | 16 KiB |                 |
| ROM            | 48 KiB |                 |
| Teclat         | mecànic, 74 tecles |                 |
| Monitor        | monitor RGB; mode text: 20 x 25 (16 colors), 40 x 25 (4 colors) o 80 x 25 (2 colors); modes gràfics: 160 x 200 (16 colors), 320 x 200 (4 colors) o 640 x 200 pixels (2 colors); 27 colors |                 |
| So             | 3 canals i 7 octaves |                 |
| Ports          | port paral·lel, port de joystick (Atari), port de disquet, port de casset extern, port d'expansió i port RGB                                                                              |                 |
| Emmagatzematge | disquetera 3" o casset (1000/2000 bauds) |                 |